# هینز (اورگان)
هینز (به انگلیسی: Haines) یک شهر در ایالات متحده آمریکا است که در شهرستان بیکر، اورگن واقع شده‌است. هینز ۱٫۹۷ کیلومتر مربع مساحت و ۴۱۶ نفر جمعیت دارد و ۱٬۰۱۸٫۳۵ متر بالاتر از سطح دریا قرار دارد.